# Per Helsing
Per Helsing (27 giugno 1896 – 27 settembre 1957) è stato un calciatore norvegese, di ruolo attaccante.

## Carriera

### Club
Helsing vestì la maglia del Ready.

### Nazionale
Conta 13 presenze e una rete per la Norvegia. Esordì il 24 ottobre 1915, nella sconfitta per 5-2 contro la Svezia. Siglò l'unica marcatura il 16 giugno 1918, nella sconfitta per 3-1 contro la Danimarca.